# Doris Salcedo

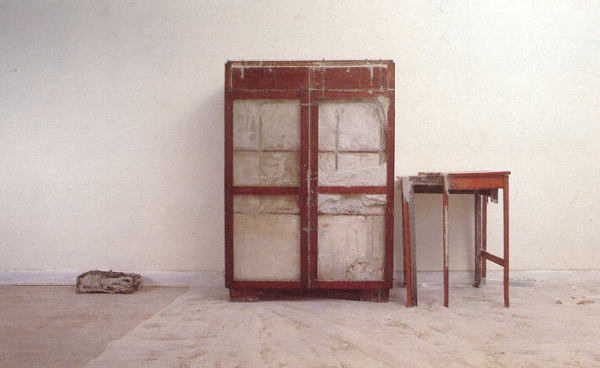

Doris Salcedo (Bogotá, 1958) es una escultora colombiana. Su trabajo responde en cierta manera a la situación política en Colombia. Utiliza a menudo muebles en sus esculturas, eliminando su naturaleza familiar y dándoles un aire de malestar y horror. Vive y trabaja en Bogotá. Ha ganado importantes premios como el Premio Velázquez de Artes Plásticas (2010), el Hiroshima Art Prize (2014) y el Nasher Prize de Escultura (2015). Además, en 2019 fue galardonada con el Premio de Arte Nomura.

## Trayectoria

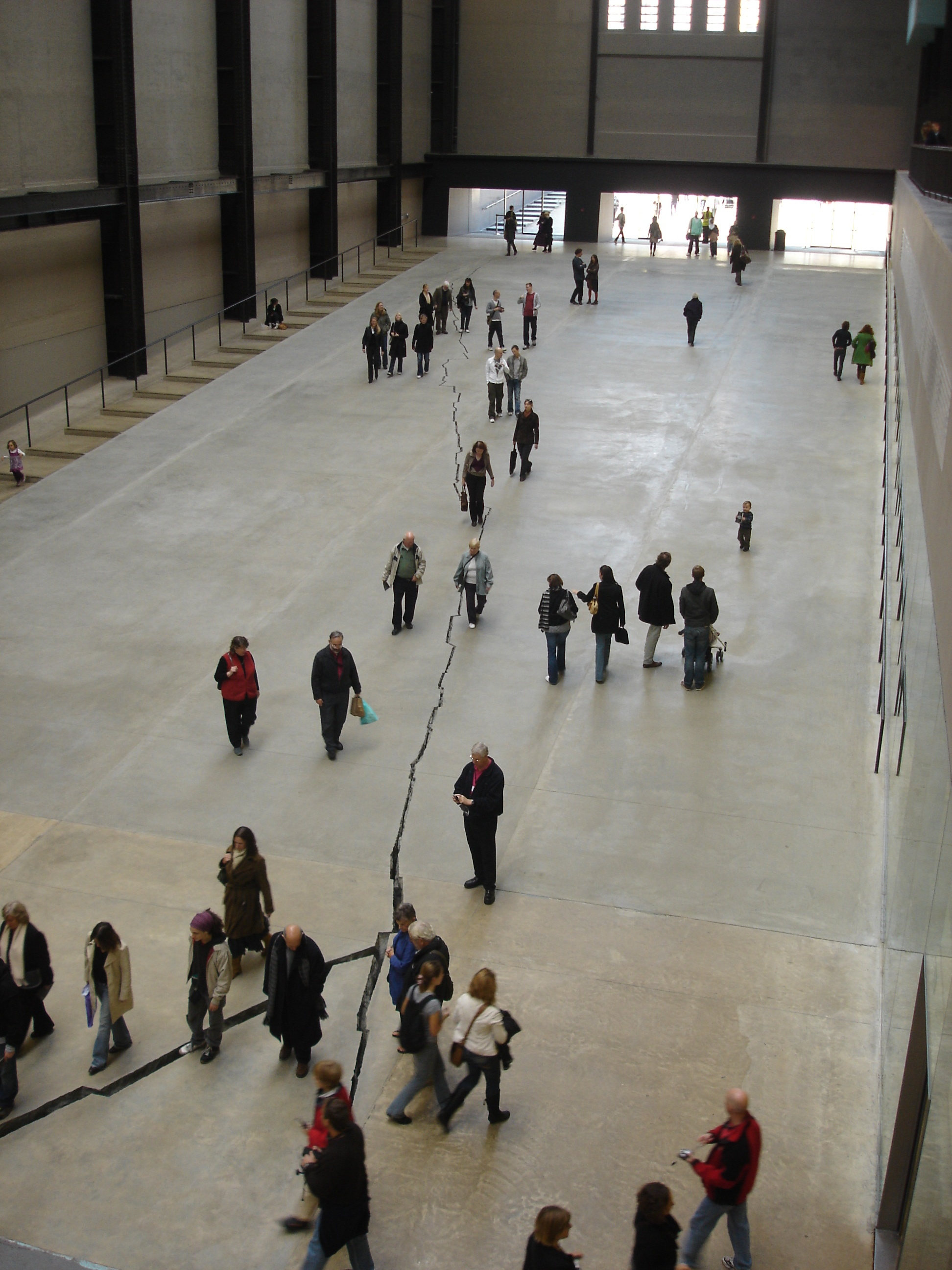
Shibboleth en la Tate Modern

Estudió Bellas Artes en la Universidad Jorge Tadeo Lozano de Bogotá. En 1984 hizo el postgrado en la Universidad de Nueva York, después regresa a Colombia entre 1987 y 1988, allí dirige la Escuela de Artes Plásticas del Instituto de Bellas Artes de Cali. Obtiene una beca de la Fundación Guggenheim y Penny Mc.Call, con esta aumenta su popularidad. Es en este momento que se da cuenta de qué es lo que quiere hacer como artista y se dirige a las zonas más deprimidas de Colombia, allí habla con familiares de personas que han sido asesinadas por la violencia, y luego utiliza sus testimonios como base en la creación de sus obras. 
Su obra ha sido exhibida en instituciones y museos arte de todo el mundo en las dos últimas décadas. Las más importantes en el Museo Nacional Centro de Arte Reina Sofía (Madrid, 2017), MAXXI (Roma, 2012), Moderna Museet (Malmö, 2011), Museo Universitario Arte Contemporáneo (Ciudad de México, 2011), Tate Modern (Londres, 2007),  Museo de Arte Moderno de Nueva York (MoMA), en el New Museum (Nueva York, 1998), o el Centro Pompidou de París. Además, ha participado en bienales de arte internacional:  la XXIV Bienal de São Paulo (1998), Trace, la Bienal de Arte Contemporáneo de Liverpool  (1999), Documenta 11, Kassel (2002) o la Octava Bienal Internacional de Estambul (2003) o ARCO en diferentes ediciones.
Es una de las artistas colombianas más importantes en la escena contemporánea internacional, y así está reconocida en el libro  Grandes Mujeres Artistas  donde se narra la historia de 400 artistas durante un periodo de cinco siglos.
Sobre su obra se publicó el libro Doris Salcedo (2000), de la editorial Phaidon.
Entre 1987 y 1988 dirigió la Escuela de Artes Plásticas del Instituto de Bellas Artes de Cali. Ha sido becada por la Fundación Guggenheim y Penny Mc.Call. También fue reconocida por la Galería Camargo Vilaça, San Pablo.

## Premios y reconocimientos
- Premio  Bienal de Sharjah 2023.[6]
- Premio de Arte Nomura 2019
- Premio Nasher Prize de Escultura 2015
- Hiroshima Art Prize 2014

- Premio Velázquez de Artes Plásticas (2010),

Ha sido becada por la Fundación Guggenheim y Penny Mc.Call. También fue reconocida por la Galería Camargo Vilaça, San Pablo. Por sus destacadas obras e influencia a nivel nacional e internacional, la Universidad Nacional de Colombia le otorga el doctorado honoris causa. En 2019 recibió el doctorado honoris causa de la Universidad Complutense de Madrid. Igualmente, el 5 de febrero de 2024 recibió un segundo doctorado honoris causa en diseño, arte y ciencia en la Universidad Jorge Tadeo Lozano durante la celebración del 70 aniversario de la institución.

## Otras exposiciones
- Shibboleth Turbine Hall de la Tate Modern, Londres (2007-2008).
- Trienal de Torino, Turín, 2005. 8ª Bienal de Estambul, Turquía, 2003.
- Documenta 11 Kassel, Alemania, 2002.
- Doris Salcedo: Unland. Tate Gallery, Londres, 1999.
- XXIV Bienal Internacional de São Paulo, 1998.
- Doris Salcedo, Galería Camargo Vilaça, São Paulo,1996.
- Doris Salcedo, White Cube, Londres,1995.
- About place: Recent Art of the Americas, Art Institute of Chicago, 1995.
- Cocido y crudo, MNCARS, Madrid, (1994).
- Ante América, Banco de la República, Bogotá,1992.